# José María Calvo
José María "Pampa" Calvo (nascido em 15 de Julho de 1981) é um ex-futebolista profissionalargentino que atuava como zagueiro.

## Carreira

### Boca Juniors
Ele fez a sua estréia em 21 de maio de 2000, na vitória sobre o Rosario Central por 2-0. E integrou o Boca Juniors na campanha vitoriosa da Libertadores da América de 2001 e 2003.

## Títulos
- Pelo Boca Juniors:
  - Campeonato Argentino de Futebol (4): Apertura 2000, Apertura 2003, Apertura 2005 e Clausura 2006.
  - Copa Libertadores da América (2): 2001 e 2003
  - Copa Sul-Americana (2): 2004 e 2005
  - Recopa Sul-Americana (2): 2005 e 2006
  - Campeonato Mundial de Clubes (1): 2003